# Pamela Burton
Pamela Gracia Burton (nacida en 1948) es una arquitecta del paisaje conocida por su enfoque interdisciplinario de los proyectos públicos y privados, reuniendo los materiales de la planta, el arte y la arquitectura. En 2006 se convirtió en miembro de la Sociedad Americana de Arquitectos del Paisaje (ASLA).
Para demostrar cómo las ideas modernistas fueron incorporadas a mediados de siglo a los jardines y casas de A. Quincy Jones, Joseph van der Kar, John Lautner, Richard Neutra, Rudolph Schindler, Craig Ellwood y muchos más, Burton escribió, con Marie Botnick y Kathryn Smith, el libro Paisajes Privados: Jardines Modernos en el Sur de California.

## Educación y filosofía
Burton nació en Santa Mónica (California). Obtuvo una licenciatura en Diseño Ambiental y una Maestría en Arquitectura de la Universidad de California, Los Ángeles (UCLA) en 1975.
Mientras asistía a la UCLA, Burton trabajó en la Galería ACE y participó en las instalaciones de artistas del trabajo de la tierra, incluidos Robert Smithson y Michael Heizer. Al ayudar a construir los dibujos de pared efímeros de Sol LeWitt, se inspiró en la forma en que los colores se superponen. Del mismo modo, las piezas de lienzo de Robert Irwin y las observaciones de Elyn Zimmerman sobre la naturaleza a través de fotografías, dibujos de grafito y entornos de piedra y agua le informaron sobre el trabajo con la luz, el espacio y la percepción. "Los paisajes son un viaje. No se trata solo del destino, sino también del viaje de diseñarlos y caminar por ellos ... Una de las cosas más importantes de cualquier práctica es cultivar la conciencia, algo en lo que los artistas se especializan. Cuando tenemos una idea, es siempre amplificada por las cosas misteriosas que están a punto de suceder. Solo puedes aprovecharlas si eres consciente de ellas".
La conciencia de Burton sobre la arquitectura y el paisaje como formas complementarias del mismo proceso se confirmó cuando se tomó un tiempo libre para estudiar en UCLA y visitar Japón. Allí, en los jardines y templos, observó el poder de la simplicidad estética y experimentó la fusión de la naturaleza y la arquitectura. "Me gusta pensar en el jardín y el paisaje en el contexto de una gran idea".
A lo largo de la carrera de Burton, ha sido influenciada e informada por el lugar donde vivió: las colinas de Malibú y el valle de Ojai. Aprendió repetidamente que el éxito y el valor de los espacios no siempre se ven de inmediato; son sentidos a partir de límites definitorios y reuniones de umbral pueden entrar en un espacio resonante: proporciones de adentro y afuera, luz y sombra, naturaleza y cultivo, necesidades sociales y soledad. Sus espacios de vida se convirtieron en lugares para experimentar y explorar por instinto; si se cayó, no se lastimó a sí misma. Ella se lo replanteó. "El propio jardín de Burton se ha desarrollado en torno a sus temas favoritos: habitaciones formales al aire libre designadas casualmente, agua corriente, el mundo salvaje visto más allá del jardín, el uso de plantas para narrar una historia humana".
Al final, un jardín adquiere sus propias capas de tiempo y significado, y Burton no siente que necesite deletrearlas por completo. Ella ha venido a estar satisfecha si parece que no hizo nada. Llegar a ese punto ha llevado una gran cantidad de trabajo; es el proceso constante de edición lo que permite que un jardín envejezca y perdure, profundizando y apoyándose en su propia historia: (Pamela Burton Landscapes, Princeton Architectural Press, 2010.p.16) "Me apasionan los lugares que resuenan, los lugares que te hacen pensar, anhelar y recordar."

## Práctica profesional
Los proyectos de Pamela Burton incluyen residencias privadas y paisajes públicos en California, Idaho, Nuevo México, Nueva York, Australia, Brasil y Japón. Incluyen planes maestros del campus, edificios institucionales y plazas, desarrollos comerciales, torres de oficinas de gran altura, condominios residenciales de gran altura, embalses para el Departamento de Agua y Energía de Los Ángeles, tribunales de Estados Unidos, embajadas, hospitales, bibliotecas y parques. "Si actuamos responsablemente y recuperamos nuestros sentidos, podemos contribuir al equilibrio y al bienestar de la naturaleza. Las plantas brindan belleza y satisfacción. Al volver a la tierra, estamos enriqueciendo nuestras propias vidas. La forma en que tratamos nuestros paisajes es la forma en que nos tratamos a nosotros mismos."
Los primeros proyectos como The Bonhill Residence muestran la importancia de adoptar un diseño sólido que se adapte a los cambios a lo largo del tiempo. El Colway Street Streetscape para la Universidad de Redlands fue importante por la forma en que ayudó a asimilar el campus con la comunidad circundante. El proyecto de la granja Cantitoe se basó en ideas relacionadas con la creación de trozos de jardín en terrazas que podrían estar habitadas. Para el Centro Cívico de Calabasas, el foco fue en la construcción de espacios atractivos y sostenibles para la comunidad. Cuando Dwell le pidió que criticara los muebles para exteriores, "Burton visitó varios minoristas de Los Ángeles. Su enfoque distintivo para analizar cada pieza fue a la vez perspicaz y lúdico (a menudo se detiene en el sonido de las cosas, especialmente en los nombres, y renuncia caprichosamente al inglés por el español."
Muchos proyectos incorporan plantas nativas de California y tienen el agua y la conservación del agua como primordiales para sus diseños. La Residencia Palm Canyon en Malibu está diseñada como un refugio cómodo para una gran familia; incorpora un paseo de árboles de pimienta, un olivar y escalones plantados. La Plaza de la Escuela de las Artes, para el proyecto de la Universidad de California en Irvine con Maya Lin, se ha convertido en un lugar de encuentro central, así como una exploración de nuestros cinco sentidos. Red Tail Ranch en Santa Ynez depende en última instancia de las precipitaciones naturales para sus praderas atemporales de robles. La Biblioteca Pública de Santa Mónica utiliza el agua como su metáfora principal e incluye piscinas poco profundas en el medio del patio para proporcionar alivio de los calurosos días de verano. "Mucho antes de que existiera la certificación LEED, Burton abogó por plantas nativas y adecuadas para la sequía. Una cisterna subterránea de 200.000 galones alimentada por agua de lluvia irriga sus jardines en la Biblioteca Pública de Santa Mónica".
Los proyectos recientes reducen el paisaje a su esencia, con una clara jerarquía de espacios que simplifica la estructura general y se puede complementar con una rica paleta de materiales vegetales. La Mesa Residence integra una serie de pequeñas pistas con sus espacios adyacentes: biblioteca, comedor, estudio y sala de estar. En el Centro de Colorado, Burton dio vida a un complejo de oficinas mejorando y repensando su contexto. En la Residencia East Fork, a una altura de siete mil pies, Burton ancló la casa a terrazas estructurales plantadas con manzanos en flor y creó velos de árboles nativos para ver la casa. En São Paulo, creó múltiples refugios para trabajadores de oficinas. En todo este trabajo, la intención era crear capas de descubrimiento y experiencia. Refiriéndose al trabajo de Burton sobre Hespérides en Montecito, Donna Dorian escribe: "Que la casa y el jardín han hecho una transición tan brillante en el nuevo milenio tiene mucho que ver con el prodigioso talento de Pamela Burton, arquitecta paisajista de Santa Mónica".
Sirvió durante seis años en la Junta de Revisión de Diseño en la Universidad de California, Santa Bárbara, tres años en la Junta de Revisión de Diseño de la Universidad de California, Riverside y tres años en la Junta de Revisión Arquitectónica de la ciudad de Santa Mónica.

## Premios
2015
- Providence Saint John's Phase 2 Master Plan, Santa Monica, California: AIA California Council Award in the Urban Design Category. Perkins Eastman + Moore Ruble Yudell Architects &   Planners
- The Row Flagship Store, Los Angeles, California: AIA California Council Merit Award. Montalba Architects
- Edison Language Academy, Santa Monica, California: AIA California Council Honor Award, Kevin Daly Architects

2014
- Fremont Community Garden, Los Angeles, California: Westside Urban Forum, 2014 Westside Prize Award
- 2802 Pico 100% Affordable Housing, Los Angeles, California (MRY Architects): 44th Annual Los Angeles Architectural Awards, Housing: Multi-Family Affordable
- 2802 Pico Affordable Housing, Santa Monica, California: Westside Urban Forum, 2014 Westside Prize Award
- Edison Language Academy, Santa Monica, California: Westside Urban Forum, 2014 Westside Prize Award

2013
- Civic Center Drive, Beverly Hills, California (Shimoda Design Group): LA Business Journal, Best Office Project, Gold
- AKA Crescent, Beverly Hills, California (Koning Eisenberg Architects): Interior Design Magazine, Residence: Multi-Unit dwelling: Luxury
- UCLA Outpatient Surgery and Medical Building, Santa Monica, California: Los Angeles Business Council, Award of Excellence
- DWP Mulholland Fountain and Aqueduct Centennial Garden, Los Angeles, California: City of Los Angeles, Certificate of Recognition

2012
- Snell Sanders Residence, Santa Ynez, California (Fernau and Hartman): American Society of Landscape Architects, Southern California Chapter, Merit Award
- Valley Performing Arts Center, California State University, Northridge, California (HGA Architects): Civic Award, Los Angeles Business Council

2011
- 16th Street UCLA Medical, Santa Monica, California (Michael Folonis Architects): AIA/AAH, National Healthcare Design (Honor) Award, Building, Unbuilt Category; Southern California Development Forum Design Award
- Santa Barbara Airport Terminal, Santa Bárbara (California) (PMSM Architects): 2011 President’s Award, Santa Barbara Beautiful

## Proyectos seleccionados
- 2016 LUMINA, San Francisco, California
- 2016 Glendale Central Air Terminal, Glendale, California
- 2015 Anita May Rosentein LGBT Center, Hollywood, California
- 2012 Archer School for Girls, Los Angeles, California
- 2011 The Century, Century City, California
- 2010 Valley Performing Arts Center, California State University, Northridge
- 2009 São Paulo Rochavera Esplanade, São Paulo, Brasil
- 2006 Farmer’s Market, Third and Fairfax, Los Angeles, California
- 2005 Santa Monica Public Library, Santa Monica, California
- 2004 Colorado Center, Santa Monica, California
- 1998 Gilbert Residence, Brentwood, California
- 1997 Colton Avenue Street Scape, University of Redlands, Redlands, California
- 1995 Art Science Walk, Scripps College, Claremont, California
- 1994 Escondido Performing Arts Center, Escondido, California
- 1992 Biddy Mason Park, Los Angeles, California (Burton and Spitz)
- 1976 Nilsson Residence
- 1975 Jencks Residence